# روبرت رايكس
روبرت رايكس (بالإنجليزية: Robert Raikes)‏ (14 أيلول 1736- 5 نيسان 1811) من مؤسسي مدارس الأحد في بريطانيا، وهي المدارس الدينية التي سبقت إنشاء المدارس الرسمية في بريطانيا ودرس فيها ما يقارب مليون وربع المليون طفل حتى العام 1831.

## حياته
ولد رايكس في غلوستر عام 1736 وكان والده ناشرًا لإحدى الصحف. عُمّد في كنيسة القديسة ماري دي كريبت في 24 أيلول 1736. وفي 23 كانون الأول 1767 تزوج من آن تريج وأنجب منها ثلاثة أولاد وسبع بنات.

## مدارس الأحد
ينسب إلى رايكس الفضل في إنشاء مدارس الأحدن وساعده في ذلك تلك الصحيفة التي ورثها عن أبيه، حيث صار هو المالك لصحيفة غلوستر عام 1757. بدأت هذه المدارس بداية بإنشاء مدرسة للبنين في الأحياء الفقيرة، وقد أتته الفكرة حين كان يعمل في مساعدة بعض السجناء، ورأى أنّ الوقاية خير من العلاج، حيث رأى في التعليم أفضل حلّ للحدّ من الجريمة والمخالفات. جاء اختيار يوم الأحد لأنّه اليوم الذي يكون فيه الطلاب متفرغين، نظرًا لعملهم طيلة أيام الأسبوع في المصانع، وكان الكتاب المقدّس هو المعتمد في التدريس، وجرى التركيز على تعليم القراءة والكتابة قبل الانتقال إلى تعاليم الكنيسة.
اعتمد رايكس على الصحيفة للترويج للمدرسة، وتحمّل كافّة النفقات في السنوات الأولى، وقد بدأت الحركة عام 1780 في بيت إحدى السيدات، وكان الحضور مقتصرًا على الذكور، ثم سمح للبنات بالحضور، وبعد سنوات فتحت العديد من المدارس الأخرى في غلوستر وحولها.
وفي العام 1831 كانت مدارس الأحد في بريطانيا تدرس ما يقارب مليونًا وربع المليون من الطلاب أسبوعيًا، وهذا ما يعادل 25 بالمئة من مجموع السكان حينها، وهي تعتبر مرحلة سابقة على نشوء التعليم الرسمي في بريطانيا. وقد أدت هذه المدارس دورًا كبيرًا في نشر التجانس الديني بناء على التفسيرات البروتستانتية للكتاب المقدس.

## روابط خارجية
1. صوت يسوع